# Aldebert (musicien)
 (juillet 2018).
Pour les articles homonymes, voir Aldebert.
Guillaume Aldebert, simplement dit Aldebert, né le 7 juillet 1973 à Paris, est un auteur-compositeur-interprète français.

## Biographie
Guillaume Aldebert est né le 7 juillet 1973 à Paris. Très vite, ses parents déménagent à Besançon où il effectue sa scolarité. Très attaché à sa ville d'adoption, il y obtient un BEP puis un Bac pro de photographie. Bercé par les chansons de Georges Brassens dans la maison familiale, il découvre alors très vite sa vraie passion : la musique. Il fait ses premiers pas au lycée au sein de petits groupes de musique entre potes (Power Slave, Killing Potatoes, etc.). Il s'affirme davantage en tant que compositeur et guitariste pendant sept ans avec son groupe nommé « White ». Le groupe jouait alors du rock metal. Il se tourne  sérieusement vers la chanson et sort son premier album, Plateau Télé, en 1999 dans une version 8 titres tirée à 1 000 exemplaires puis à 2000 dans une version augmentée de 3 titres live et de 2 titres studio.
Il donne de nombreux concerts, environ 180 entre 2000 et 2003, en solo ou accompagné de ses musiciens. En 2008, ses musiciens sont Christophe Darlot, dit Le ToUf (claviers, accordéon, et souvent arrangeur de la plupart des titres, c'est également lui qui réalise les albums), François Grimm, dit La Chicane (guitares), Stéphane Metin, dit Groin-Groin (basse, contrebasse et chœurs), Cédric Desmazières, dit Bitchon (batterie, percussions, chœurs) et Thomas Nicol (violoncelle, claviers et guitare).
Ses textes évoquent largement la nostalgie de l'enfance (Tête en l'air, Carpe Diem) pas toujours idéale (Rentrée des classes), et vantent la vertu de la paresse (la Méthode Couette). Il se reconnait assez dans le « syndrome de Peter Pan ».
Le 17 mars 2003, il sort son deuxième album, Sur place ou à emporter. Cette même année, il est le lauréat du Trophée Radio France de la chanson française.
En 2004, il poursuit sa série de concerts et son troisième album, L'Année du Singe, parait le 18 octobre suivi d'une tournée qui l’amènera notamment à l'Olympia.
Observateur de notre quotidien et de notre société, l’artiste manie humour, ironie et naïveté enfantine. L'album Les Paradis disponibles sort le 16 octobre 2006, un album beaucoup plus personnel qui permet à l'auteur d'atteindre la semaine de sa sortie la 7e place du top album.

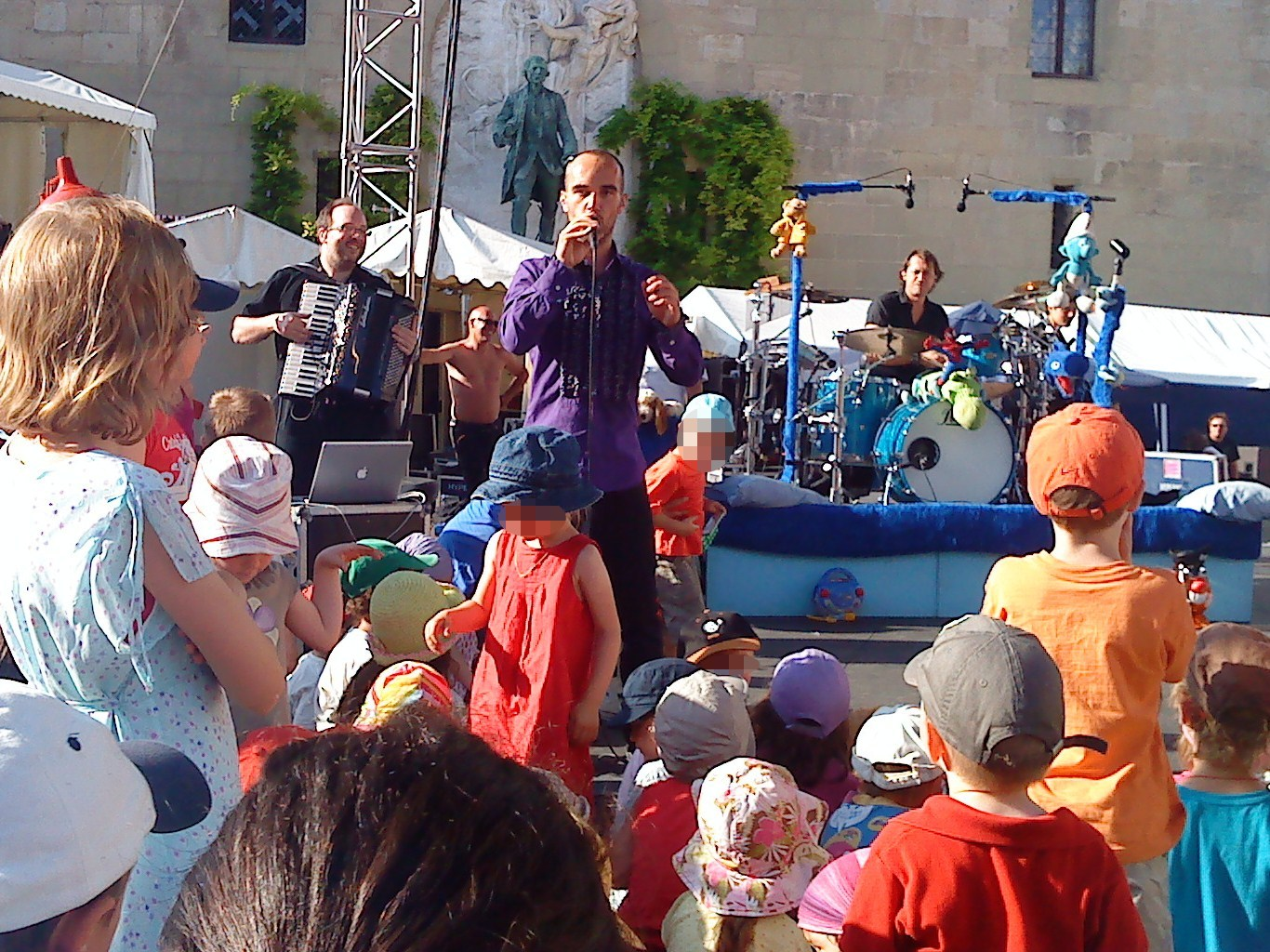
Aldebert interprétant son album Enfantillages au Festival de la cité à Lausanne en 2010.

Le 27 octobre 2008, il sort Enfantillages, un album pour enfants et grands enfants auquel participent plusieurs artistes : Clarika, Anne Sylvestre, Steve Waring, Maxime le Forestier, Marcel Amont, Élodie Frégé, Riké (de Sinsémilia), Vincent Baguian, les Ogres de Barback, Amélie les crayons, Yves Jamait et Renan Luce.
En avril 2009, il s'est exprimé au sujet de la Loi Hadopi : « J'ai soutenu cette loi essentiellement pour le principe. Mon métier et beaucoup d'autres étant en danger, il me paraissait normal de réagir (...) malheureusement, cette loi parait inadaptée et elle n'aura qu'un effet marginal »,.
Début 2010, il crée le spectacle intitulé J'ai 10 ans à Thaon-les-Vosges dans les Vosges. Accompagné de quelques artistes du Cirque Plume et de leur directeur artistique, Bernard Kudlak. Il est en tournée avec ce spectacle de mai à novembre 2010.
Le 28 octobre 2011, il sort Les Meilleurs Amis, son huitième album.
En 2012, il chante Ma p'tite chanson (Paroles de Robert Nyel, musique de Gaby Verlor) dans le CD "Bourvil chanté par..."
Le 7 octobre 2013, il sort l'album Enfantillages 2 qui, comme le premier, est un album pour les petits et les grands. Sur cet album, on retrouve entre autres Alizée, Archimède, Jacob Desvarieux et Jocelyne Béroard du groupe Kassav, Sophie Tith, Bénabar, Louis Chedid, Claire Keim, Didier Wampas et quelques autres.
En 2015, il sort un nouvel album, Enfantillages de Noël, avec des chansons inédites et toujours avec des invités : Oldelaf, Jean-Pierre Marielle, Gaëtan Maire, Michaël Grégorio, Florent Marchet et Pauline Croze.
Le 22 septembre 2017, Aldebert sort l'album Enfantillages 3. De nombreux artistes participent à ce nouvel opus : Olivia Ruiz, Grand Corps Malade, Zaz, Mathias Malzieu (chanteur du groupe Dionysos), Malou (la fille d’Hubert, le guitariste), Gaëtan Roussel, Tryo, Thomas VDB et Charles Berling. Une tournée suit la sortie de ce nouvel opus, avec des concerts pour les petits et les grands (joués en après-midi et en soirée). 12 dates sont programmées pour La Cigale à Paris.
En 2018, il commence à écrire pour Hachette une collection de livres-CD pour enfants où le protagoniste a son nom.
En mai 2020, pendant la pandémie de covid-19, Aldebert sort le titre Corona Minus, la chanson des gestes barrières à l’école, qui présente aux plus jeunes les gestes barrières. Le clip est une compilation de vidéos réalisées par ses fans en réponse à son appel sur Facebook.
À partir de septembre 2020, il apparait dans l'émission Par Jupiter ! certains mercredis.
En octobre 2020, il est le parrain du Txiki Festival qui a lieu chaque année à Biarritz. En 2021, il sort l'album Enfantillages 4. En collaboration avec Florent Bégu pour les illustrations, il publie en mai 2022 Le Mélangeur de rêves aux éditions Glénat, un livre-CD pour enfants.
En 2022, il publie un album jeunesse en collaboration avec l'illustratrice Maud Roegiers du même titre que sa chanson La vie c'est quoi? chez Alice jeunesse,.
En 2024, Aldebert sort l'album Helldebert - Enfantillages 666 en collaboration avec plusieurs artistes, notamment Max Cavalera, Igor Cavalera, Yarol Poupaud, Johan Hegg, Serj Tankian, -M-, Stéphane Buriez, Laura Laune, Gautier Serre, Mouss Kelai (du groupe Mass Hysteria), Fétus (du groupe Ultra Vomit) et l'écrivaine Amélie Nothomb. À l'occasion, une tournée est organisée à travers toute la France et la Belgique entre mai 2024 et juin 2025. Il est notamment en tête d'affiche pour la première édition du Hellfest Kids, version enfantine du festival de métal.

## Discographie

### Autres enregistrements
- Guichet 102, reprise de Thiéfaine sur la compilation Les Fils du coupeur de joints ;
- Le 2-5, CD 2 titres sorti avec la complicité de la Madeleine Proust ;
- Je te demande pardon, reprise de Claude François sur la compilation Autrement dit ;
- La Chanson hantée, création pour l'édition 2010-2011 (septembre 2010) du Répertoire vocal de l'Académie de Besançon édité par le CRDP de Franche-Comté ;
- Mon petit doigt m'a dit, chanson générique de l'album Le Grand Livre des aventures de Pinocchio de Carlo Collodi paru en juin 2012 ;
- Aldebert est invité sur un titre du livre-album Le Grand Bazar (paru en avril 2013) du groupe de rock français Weepers Circus.
- Mortelle Adèle – Show Bizarre (2021)
- L'Extraordinarium de Dionysos, duo sur le titre Vampire de l'amour

## Doublage
- 2023 : Mortelle Adèle : Magnus (création de voix)
- 2023 : La Pat' Patrouille : La Super Patrouille, le film : Hank[27]

## Distinctions
- 2003 : Trophée Radio France de la chanson française pour l'album Sur place ou à emporter[5].
- 2017 : Grand prix Sacem : Grand Prix du répertoire jeune public